# Лумьяр (станция метро)
«Лумья́р» или «Лумиа́р» (порт. Lumiar) — станция Лиссабонского метрополитена. Находится в северной части города. Расположена на  Жёлтой линии (Линии Подсолнечника) между станциями «Амейшуэйра» и «Кинта-даш-Коншаш». Открыта 27 марта 2004 года. Своё название получила от одноимённого района, в котором расположена. Построена в рамках продления Жёлтой линии в Одивелаш.

## Описание
Станция архитектурно напоминает другие станции, с которыми открыта в один день («Кинта-даш-Коншаш», «Амейшуэйра», «Сеньор-Робаду» и «Одивелаш»). Архитектор — Диниш Гомиш .
Станция типична для Лиссабонского метрополитена, имеет береговые платформы длиной 105 метров и плоский потолок. Всего имеется три выхода на поверхность. Северный выход ведёт к зданию общинного совета (порт. junta de freguesia), который является исполнительным органом района Лумиар.
Оформление станции выполнили художники: Антониу Моутинью, Марта Лима и Сузети Ребелу. По их замыслу, художественное оформление станции является "своего рода кожей станции, которая дышит, которая является живой, пульсирующей". Для этого стены были оформлены плиткой в коричневых и зелёных цветах, а поверхность плитки должна напоминать поверхность коры дерева.

## Галерея
- Декорация стен
- Декорация стен
- Пропускные турникеты
- Вход с улицы